# Peltastes peruvianus
Peltastes peruvianus är en oleanderväxtart som beskrevs av R. E. Woodson. Peltastes peruvianus ingår i släktet Peltastes och familjen oleanderväxter. Inga underarter finns listade i Catalogue of Life.